# Wang Qianyi
Wang Qianyi (n. 16 ianuarie 1997, Shenzhen, Republica Populară Chineză) este o sportivă ce a reprezentat Republica Populară Chineză, medaliată olimpică. A participat la 2 ediții ale Jocurilor Olimpice (2020, 2024) în care a câștigat două medalii de aur.